# Пенкин, Сергей Михайлович
Серге́й Миха́йлович Пе́нкин (род. 10 февраля 1961, Пенза, СССР) — советский и российский певец, музыкант, композитор, педагог; заслуженный артист Российской Федерации (2023). Доцент кафедры эстрадно-джазового искусства факультета музыкального искусства Института изящных искусств Московского педагогического государственного университета (МПГУ) (с 2015 года). Член попечительского совета межрегиональной общественной организации «Пензенское землячество».
Репертуар Пенкина включает русские народные и авторские песни, романсы, оперные арии, популярные западные шлягеры, произведения современных российских и зарубежных авторов — всего более 200 песен. Известными в исполнении певца стали песни «Feelings», «Caruso», «Дождь осенний», «Мелодия», «Живёт моя отрада», «Вечерний звон», «Странное чувство», «В другую весну», «Полетели со мной», «Мы не друзья, не любимые», «Музыка», романсы «Очи чёрные», «Я вас любил», арии из мюзикла «Призрак Оперы», ария Мистера Икс из оперетты «Принцесса цирка».
Пенкин — автор песен «Розовый сад», «Молитва», «Сверчок», «Ноктюрн», «Вспомни», «Вокализ № 3», «Последний шаг». С сольными концертами выступал на крупнейших эстрадных площадках России, включая Московский театр эстрады, концертный зал «Россия», Государственный Кремлёвский Дворец, «Крокус Сити холл», БКЗ «Октябрьский». Участник телевизионных музыкальных программ «Суперстар 2008. Команда мечты», «Один в один!», «Три аккорда», «Дуэты», «Перепой звезду», «Конфетка», «Секретный артист». Благодаря своему диапазону голоса, охватывающему четыре октавы, попал в Книгу Рекордов Гиннесса.

## Биография

### Ранние годы
Сергей Пенкин родился 10 февраля 1961 года в городе Пензе. В детстве пел в церковном хоре, посещал музыкальные занятия в доме пионеров. Окончил пензенскую детскую музыкальную школу по классу фортепиано и флейты.Окончил пензенскую среднюю школу № 47.
Учился в Пензенском культурно-просветительном училище на дирижёрско-хоровом отделении, затем поступил в Пензенское музыкальное училище имени А. А. Архангельского. В Пензе выступал в составе ВИА на танцах, пел в варьете ресторана «Праздничный».
В 1979—1981 годах проходил военную службу по призыву в рядах Советской армии. Сержант артиллерии. В ансамбле «Алые шевроны» Пензенского артиллерийского инженерного училища имени Н. Н. Воронова играл на тарелках, затем стал вокалистом. После службы в армии вернулся в варьете.

### Переезд в Москву и начало сольной карьеры
В 1982 году вместе с гитаристом Дмитрием Четверговым устроился в группу «Экипаж» Тюменской областной филармонии, в составе группы гастролировал по Тюменской области. В середине 1980-х гг переехал в Москву. Первое время Пенкин жил у друзей в общежитии завода имени Лихачёва. Был принят вокалистом в ВИА «Поют гитары» Московской областной филармонии. Ради московской прописки и жилья устроился дворником в район Остоженки. В предоставленной Пенкину служебной квартире часто собирались представители творческой богемы и золотой молодёжи столицы, в том числе Жанна Агузарова,  Андрей Брежнев, участники группы «Мистер Твистер», Егор Кончаловский, Степан Михалков. В этой квартире проходили съёмки клипа Сергея Крылова «Здравствуйте, Алла Борисовна».
Начиная с 14-летнего возраста Пенкин неоднократно пытался поступить сначала в училище имени Гнесиных, а затем в институт им. Гнесиных в Москве. Поступил он туда только с 11-й попытки в 1986 году, когда познакомился с певицей Раисой Саед-Шах, устроившей ему прослушивание у преподавателя института Натальи Зиновьевны Андриановой, оценившей Пенкина словами «готовый певец» и уговорившей приёмную комиссию принять его. В Гнесинке Пенкин занимался у Андриановой, затем продолжил обучение у Коннова Владислава Алексеевича.
В студенческие годы Пенкин был участником музыкального коллектива, созданного Кареном Кавалеряном. В 1987 году в составе этой группы выступил на творческом вечере композитора Родиона Щедрина, исполнив песню «Лишь с тобой», выступление показали по Центральному телевидению. Параллельно с учёбой также выступал в московских ресторанах, ездил на гастроли за границу в составе варьете ресторана московской гостиницы «Космос», участвовал в сборных концертах. В 1988 году гастролировал в Польше в рамках Дней Москвы в Варшаве.
В 1988 году на гастролях в Евпатории Пенкин познакомился с Виктором Цоем и остальными участниками группы «Кино». Вместе они выступили в одном концерте, а Виктор Цой и Наталья Разлогова, к тому же, помогли Пенкину с концертным костюмом, взяв в руки иглу и пришив блёстки на штанах. Кроме того, есть версия, что песню «Малыш» Виктор Цой сочинил под впечатлением от встречи с Сергеем Пенкиным.

### Музыкальная карьера

#### 90-е годы
Постепенно росла популярность Пенкина в Москве, столики в ресторане  «Космоса» на дни его выступлений были заказаны на три месяца вперёд.  В 1990 году его пригласили в музыкальную передачу «Программа „А“», где он исполнил песню «Нежности полный взгляд». 
Широкая известность пришла к Сергею Пенкину в 1991 году. Руководитель программы «50х50» Анжела Хачатурьян, увидев его выступление в ресторане «Олимп» в Лужниках, пригласила певца участвовать в концертах шоу «50х50» в «Олимпийском». Выступление Пенкина показали по Центральному телевидению. Концертный клип Пенкина «Feelings» попал в ротацию телеканала «2x2». Эта песня стала впоследствии его визитной карточкой и исполняется певцом на каждом сольном концерте. 
В 1991 году вышел его дебютный сольный альбом «Holiday» (его презентация прошла в ГЦКЗ «Россия» на премьере программы «Покорение России»), а 2 декабря 1991 года состоялся первый сольный концерт певца в киноконцертном зале «Октябрь» в Москве. В конце 1991 года он был приглашен участвовать в проекте Игоря Угольникова «Прощание с гимном СССР» — записи кавер-версии гимна Советского Союза в рок-обработке в исполнении известных эстрадных певцов и рок-музыкантов. С появлением в Москве первых ночных клубов Пенкин становится популярным клубным певцом,  выступает в клубах «Арлекино», «Метелица» и других. 
В 1992 году Пенкин окончил московский Государственный музыкально-педагогический институт имени Гнесиных по классу академического вокала.
- 1992 — гастроли в Каракасе[13].
- 1992 — большой сольный концерт в московском Театре эстрады[8].
- 1992 — участие в концертах телешоу «50 на 50» во Дворце спорта Лужники.
- 1992, сентябрь — 3 сольных концерта подряд в ГЦКЗ «Россия»[30].
- 1993 — участие в телевизионном музыкальном проекте журналистки Анэли Меркуловой «Шесть песен на бис» с песней Мишеля Польнареффа «Goodbye Marylou»[31].
- 1993 — участие в концертной программе 1-го Московского международного фестиваля цветов в концертном зале «Россия»[32].
- 1994 — участие в финале национального конкурса «Евровидение» с песней «Вспомни», занял пятое место среди 9 участников[33], позже его заменила Юдифь.
- 1994 — поездка в Лондон. Познакомившись с Питером Гэбриэлом на студии Real World Studios, Пенкин получил предложение принять участие в большом концерте в Братиславе.
- 1995 — участие в концерте Боя Джорджа в Санкт-Петербурге в БКЗ «Октябрьский».
- 1995 — выступление на юбилейном вечере Геннадия Хазанова вместе с Ансамблем Александрова.
- 1995 — участие в телевизионном проекте «Шесть песен на бис», в рамках проекта был создан фильм-концерт, посвящённый творчеству Сергея Пенкина.
- 1996 — участие в записи альбома частушек Ильи Резника «Ё-моё»[34]
- 1997, февраль — сольные концерты в киноконцертном зале «Октябрь» в Москве с участием балета «Фиеста» (Кемерово), хора и оркестра.
- 1998 — начало сотрудничества с продюсером Вадимом Колчковым.

#### 2000-е годы
- 2000 — участие в записи альбома Ришада Шафи «Песни без слов» (исполнил вокальную партию в композиции «Иерусалим»)[35].
- 2001 — участие в концерте «Песня первой любви» проекта «Площадь звёзд», посвящённом 80-летию Арно Бабаджаняна в ГЦКЗ «Россия», на концерте исполнил песню «Море зовёт».
- 2002, февраль — премьера мини-мюзикла «Ресторан» в ГЦКЗ «Россия» с Сергеем Пенкиным в главной роли. В сюжете мюзикла были использованы факты биографии певца. В мюзикле Пенкин исполнял арию Рауля из оперетты «Под чёрной маской» композитора Людмилы Лядовой. Режиссёрами-постановщиками были Максим Лебедев и сам Сергей Пенкин, в мюзикле принимали участие группа «Холидей», театр «Satin-doll» и камерный оркестр «Кантилена», художником-постановщиком шоу была Альона Пикалова[36].
- 2002, август — участие в интерактивном музыкальном шоу «Земля-воздух» на канале ТВ-6[37].
- 2002, сентябрь — участие в концерте «Звезда Валерия Ободзинского» проекта «Площадь звёзд» в ГЦКЗ «Россия», на концерте исполнил песню из репертуара Ободзинского «Что-то случилось».
- 2002 — участие в концерте, состоявшемся 8 ноября в культурном центре «Меридиан» в Москве, где Пенкин выступал в сопровождении оркестра Ю. В. Силантьева под управлением Мурада Кажлаева.
- 2003 — автор песни «Feelings» Моррис Альберт пригласил Пенкина для участия в гала-концерте в Лондоне, где эту песню исполняют звёзды мировой эстрады.
- 2003 — участие в концерте «Площадь звёзд», посвящённом памяти Анны Герман в ГЦКЗ «Россия», на концерте исполнил песни «Если будешь ты» и «Это дивная история».
- 2003 — исполнил партию Ленского в опере «Евгений Онегин» в Днепропетровском театре оперы и балета[38].
- 2003 — окончил Институт современного искусства (ИСИ) в Москве с дипломом преподавателя эстрадно-джазового вокала.
- 2003 — запись дуэта «Strange Feeling» («Странное чувство») вместе с Марком Алмондом для его альбома Heart on Snow (также известного как «Русский альбом»).
- 2004 — участие в юбилейном концерте композитора Александра Клевицкого «Поднимаясь по ступеням» в ГЦКЗ «Россия», на концерте исполнил арию «Как день и ночь» из оперы-мюзикла Клевицкого «Джельсомино».
- 2005, февраль  — сольный концерт «The Best» в ГЦКЗ «Россия» с участием группы «Транс-Атлантик» под руководством Сергея Чипенко, группы «Крокодил» и артистов цирка Юлии и Александра Волковых[39].
- 2005 — участие в концерте Демиса Руссоса в Москве. На концерте исполнил вместе с Руссосом его хит «Goodbye, My Love, Goodbye» и русский романс «Дорогой длинною».
- 2006 — участие в концерте Тото Кутуньо «Бенефис в кругу друзей» в Москве. На концерте исполнил вместе с Кутуньо его песню «Se Una Donna Se Ne Va».
- 2006 — юбилейный концерт певца в честь его 45-летия (февраль, ГЦКЗ «Россия», Москва).
- 2006 — участие во 2-м концерте музыкального проекта «Ереван-Москва-Транзит». На концерте исполнил в дуэте с Соной Саркисян песню «Ерджанкутян Артцункнере».
- 2007, февраль — сольные концерты на сцене МХАТ им. Горького, в концертах участвовала группа «Kvatro».
- 2008 — запись совместного сингла «I Will Be With You» («Я буду с тобой») с Сарой Брайтман. Эта песня вошла в специальное российское издание нового альбома певицы «Symphony». Дуэт был записан на английском и русском языках.
- 2008, сентябрь — участие в конкурсе «Суперстар 2008. Команда мечты». Шоу проходило на канале НТВ и представляло собой музыкальное состязание двух команд — сборной России и сборной СССР. По результатам зрительского голосования занял второе место.
- 2009, февраль — два эксклюзивных концерта сольной программы «Classic» в сопровождении Большого Академического Эстрадно-симфонического оркестра имени Юрия Силантьева в Московском международном доме музыки. В концертах принимали участие органист Константин Волостнов и барабанщик Ришад Шафи, бывший участник группы «Гунеш»[40].

#### 2010-е годы
- 2010 — участие в программе «Звёздный ринг» на белорусском телеканале СТВ , по результатам SMS-голосования зрителей стал победителем шоу, выиграв у минской группы «По глазам».
- 2010, 23 октября — участие в первом выпуске программы «Музыкальный ринг НТВ» — музыкальном сражении «Сергей Пенкин против Лолиты Милявской». Стал победителем по результатам SMS-голосования.
- 2011, февраль — юбилейный концерт «50» в Государственном Кремлёвском дворце. На концерте дуэты с Пенкиным исполнили Татьяна Буланова, Роза Рымбаева, Анне Вески.
- 2011, сентябрь — участие в музыкальном фестивале Crimea Music Fest в Ялте (на закрытии фестиваля исполнил песню «За пеленой дождя»).
- 2012 — участие в музыкальном шоу «Зірки в опері» на канале 1+1 (член жюри)[41].
- 2012, июль — концерт «Возьми с собой мою любовь» в рамках международного фестиваля искусств «Славянский базар» в Витебске на сцене Летнего амфитеатра[42].
- 2013, март — май — участие в шоу перевоплощений «Один в один!» (1-й сезон). Созданные образы: Григорий Лепс, Владимир Пресняков-младший, Луи Армстронг, Лев Лещенко, Демис Руссос, Клавдия Шульженко, Николай Басков, Александр Градский, Элвис Пресли, Элтон Джон, Анне Вески, Томас Андерс.
- 2015, февраль — большой концерт «Ностальгия» в «Крокус-Сити-холле».
- 2015 — Сергей Пенкин открывает собственную школу вокала в Москве[43].
- 2015 — начало сотрудничества с Ксаной Сергиенко, исполнявшей на концертах певца как сольные произведения, так и дуэты с Сергеем Пенкиным[44].
- 2015 — участие в I международном вокальном конкурсе «Я пою» (член жюри).
- 2016, февраль — большой юбилейный сольный концерт «Юбилейный концерт. 55 лет» в «Крокус-Сити-холле».
- 2016, июнь — премия Fashion People Awards в номинации Fashion — Voice Man.
- 2016, май — участие в концерте «Все звёзды майским вечером» с песней «Счастье близко».
- 2016, февраль — май — участие в шоу перевоплощений «Один в один!» (4-й сезон). Созданные Пенкиным образы: Георг Отс, Алла Баянова, Валерий Ободзинский, Николай Басков, Эдита Пьеха, Лучано Паваротти, Илья Лагутенко, Тынис Мяги, Вячеслав Добрынин, Карел Готт, Алессандро Сафина, Николай Сличенко, Энгельберт Хампердинк, Сергей Дроздов.
- 2016, ноябрь — участие во II международном вокальном конкурсе «Я пою» (член жюри).
- 2018, декабрь — участие в концерте, посвящённом творчеству композитора Владимира Шаинского «Шаинский Forever» в Государственном Кремлёвском дворце, на концерте исполнил песню «Травы, травы» (в телеверсию концерта выступление Пенкина не вошло)[45][46].
- 2019 — участие в «народном» (5-м) сезоне шоу перевоплощений «Один в один!» в качестве наставника.

#### 2020-е годы
- 2021, февраль — юбилейный концерт Сергея Пенкина «60» в Крокус Сити холл. В концерте участвовал Академический Большой концертный оркестр имени Ю. В. Силантьева под управлением Александра Клевицкого, дуэты с Пенкиным исполнили Григорий Лепс, Тамара Гвердцители, Полина Гагарина, Ани Лорак, Валерий Меладзе.
- 2021 — участие в шестом сезоне музыкальной программы «Три аккорда» (занял пятое место среди 10 участников) и в шоу «Маска» (приглашённый гость в образе Крокодила Гены, исполнил песню «До свиданья, мама» группы «Моральный кодекс»).
- 2021, июнь — участие в концерте в честь 95-летия композитора Александра Зацепина «Этот мир придуман не нами» в Крокус Сити холл, на концерте исполнил песню «Остров невезения» из кинофильма «Бриллиантовая рука»[47].
- 2021, июль — участие в XXX Международном фестивале искусств «Славянский базар» в Витебске (член жюри конкурса исполнителей эстрадной песни. участник концерта — торжественного закрытия фестиваля, на концерте исполнил песню «Полетели со мной»)[48].
- 2021 — участие в первом сезоне музыкального шоу «Дуэты» на телеканале «Россия» (в дуэте с Розой Рымбаевой исполнил песню Виктора Резникова «Телефонная книжка», в дуэте с Таисией Повалий исполнил песню «Старинные часы»).
- 2021, ноябрь — участие в концерте «Век любви» к 100-летию Арно Бабаджаняна в Государственном Кремлёвском дворце, на концерте исполнил песню «Море зовёт» (в телеверсию концерта выступление Пенкина не вошло)[49].
- 2022, февраль — два сольных концерта «Classic-2» в ММДМ в сопровождении оркестра имени Ю. В. Силантьева под управлением Александра Клевицкого[50]
- 2022 — учреждение международного вокального конкурса Сергея Пенкина «Золотая октава» (в дальнейшем конкурс проводится традиционно два-три раза в год на различных площадках Москвы, жюри конкурса возглавляет сам Сергей Пенкин, победителям предоставляется возможность выступить на сольных концертах певца)[51].
- 2022, декабрь — участие в III Всероссийском детском вокальном конкурсе «Лучший голос Земли» (член жюри).
- 2022 — участие во втором сезоне телевизионного музыкального шоу «Дуэты» (в дуэте с Натальей Гулькиной исполнил песню «Ищу тебя» из кинофильма «31 июня»[52].
- 2023, март — три сольных концерта «Полетели со мной...» подряд в Vegas City Hall[53]
- 2023, май-июнь — участие в IV Всероссийском детском вокальном конкурсе «Лучший голос Земли» (член жюри, участник гала-концерта в ММДМ)[54].
- 2023, июль — концерт «Летние песни о любви» в Зелёном театре на ВДНХ, посвящённый презентации нового альбома «Нам не избежать любви», в концерте принимала участие оперная певица Анастасия Черноволос, приглашённая солистка Музыкального театра им. К. С. Станиславского и В. И. Немировича-Данченко, исполнившая вместе с Пенкиным гимн «Panis Angelicus»[55].
- 2023, декабрь — участие в телевизионном музыкальном шоу «Перепой звезду!» на Первом канале (вместе с полуфиналистками шоу Ольгой Савосиной и Татьяной Михеевой исполнил песню «Feelings»)[56].
- 2024, март — сольный концерт «35 лет на сцене» в «Крокус Сити Холле» в сопровождении Академического Большого концертного оркестра имени Ю. В. Силантьева под управлением Александра Клевицкого, в концерте принимала участие певица Александра Воробьёва.
- 2024, март — участие в музыкальном шоу «Конфетка» на телеканале ТНТ с песней Юрия Арапова «Стать ветром», по результатам голосования зрителей песня вышла в финал шоу, но после голосования жюри уступила песне «Оренбургская раскрасавица» в исполнении Бьянки[57].
- 2024, апрель — участие в музыкальном шоу «Секретный артист» на телеканале «Пятница!» вместе с племянницей Екатериной[58].
- 2024, ноябрь — участие в музыкальном шоу  «Царица» на телеканале «Пятница!» (член жюри)[59].
- 2025, май — участие в ток-шоу  «Секрет на миллион» на телеканале НТВ[60].

### Семья
Мать, Пенкина Антонина Николаевна, труженица тыла, впоследствии домохозяйка, подрабатывала в церкви уборщицей. Отец, Пенкин Михаил Павлович (1926—1996), работал машинистом на железной дороге, ветеран Великой Отечественной войны.
Младший из пяти детей. Старший брат Владимир умер в 47 лет от отравления фальсифицированным алкоголем. Сёстры Валентина и Раиса живут в Пензе.

### Личная жизнь
В середине 1980-х гг состоял в отношениях с певицей Раисой Саед-Шах, они подали заявление в ЗАГС о регистрации брака, однако свадьба не состоялась, так как Саед-Шах познакомилась на гастролях с Александром Барыкиным и полюбила его.
В программе «Судьба человека» Пенкин рассказал о своём первом браке с англичанкой Стефанией.
В 1994 году сообщил журналистам о своих отношениях с Ларисой Долиной.
В 1997 г объявил о помолвке с телеведущей Светланой Моргуновой.
В 2000—2002 годах состоял в браке с Еленой Проценко, английской журналисткой русского происхождения.
С 2015 г состоял в отношениях с украинской моделью и телеведущей Владленой Пономаренко, к 2021 году эти отношения, по-видимому, прекратились.

## Факты
- На ТВ впервые появился в сюжете Елены Макаровой.[источник не указан 515 дней].
- В детстве играл в хоккей[13], в юности катался на скейтборде, танцевал брейк-данс[63], в молодости увлекался роликовыми коньками.[источник не указан 515 дней]

## Сценический образ и костюмы
Помимо голоса, приобрёл известность также своим ярким экстравагантным сценическим образом и необычными костюмами, обильно украшенными блёстками и стразами. В начале карьеры костюмы придумывал и изготовлял сам, позднее сотрудничал с модельерами Александром Ратниковым, Сергеем Бурлаковым и Любовью Суховой. Отказался от костюмов, предложенных ему Валентином Юдашкиным. 

## Общественная позиция
В отличие от других звёзд российского шоу-бизнеса никогда не принимал участия в избирательных кампаниях партий и отдельных политиков. В марте 2016 года встретился с губернатором Белозерцевым, ранее ошибочно обвинившим Пенкина в порче архитектурного облика исторического особняка, купленного Пенкиным в Пензе с целью открыть в нём вокальную школу. В действительности Пенкин  продал здание ещё в 2012 году.  В 2017 году обращался по прямой линии к Путину с просьбой предоставить собственное помещение для вокальной школы, но вокальная школа Пенкина продолжила работу в МПГУ. Заявлял о своей аполитичности, но в то же время позиционирует себя как патриота, не желающего покидать свою страну.  В ноябре 2015 года Служба безопасности Украины запретила Пенкину въезд в страну, что привело к отмене его концертов в Киеве, Днепропетровске, Харькове и Одессе. Причины запрета названы не были. Однако продюсер певца Вадим Колчков сообщил СМИ, что никаких концертов Пенкина в этих городах не планировалось, объяснив запрет действиями аферистов, а также сделал официальное заявление, в котором подчеркнул, что Сергей Пенкин всегда занимал и занимает ярко выраженную аполитичную позицию. В сентябре 2022 года выступал с концертами в Крыму.

## Отношение к религии и благотворительность
Православный христианин. В школьные годы за посещение церкви Пенкина хотели исключить из комсомола. Из собственных средств Пенкин профинансировал строительство двух храмов-часовен в родном городе Пензе — Храма-часовни во имя преподобного Сергия Радонежского на Новозападном кладбище (в 2001—2003 годах), где похоронены его родители (Михаил и Антонина), и Храма-часовни во имя Всех Святых на Восточном кладбище (в 2009—2010 годах). Неоднократно проводил благотворительные концерты в Пензе. В марте 2019 года Пенкин пополнил фонды Пензенской картинной галереи полотнами западноевропейских художников начала XX века: Д. Матев «Пейзаж» и Н. А. Бахман «Венеция. Колодцы». В 2024 году принял участие в благотворительной акции «Ёлка желаний», исполнив мечту юного пензенца встретиться с певцом и пройти у него прослушивание.

## Творчество

### Дискография
- 1991 — Feelings (LP)
- 1991 — Holiday (LP)
- 1992 — Странник в ночи (переиздан в 1994)
- 1993 — Вспомни (переиздан в 1994)
- 1994 — Возьми мою любовь
- 1995 — Как много девушек хороших
- 1996 — Не оставляй меня
- 1997 — Танцующий ветер[87]
- 1997 — Триумф Дон-Жуана
- 1999 — Мистер Икс
- 2000 — День и ночь[88]
- 2001 — История любви (CD, Live, «Гала Рекордз»)
- 2002 — Джаз-птица
- 2002 — Чувства (коллекция из 10 CD, авторский сборник)
- 2004 — Не забывай! (CD, «Гала Рекордз»)
- 2005 — Чувства (DVD, Live 2003)
- 2006 — «45» (DVD, Live, GL 30321)
- 2008 — Мне не забыть тебя (2 x CD, «Гала Рекордз»)
- 2009 — «Санкт-Петербург Live» (DVD, Live 2008)
- 2009 — «Classic» (DVD)
- 2010 — Greatest Hits live
- 2011 — Duets (Дуэты)[89]
- 2013 — «Счастье близко»
- 2013 — GRAND COLLECTION
- 2023 — Нам не избежать любви[90]

### Фильмография
- 1988 — «Публикация» — гость на вечеринке (эпизод)
- 1991 — «Отель «Эдем»» — певец в ресторане (эпизод)
- 1992 — «Ка-ка-ду» — певец в ресторане[91]
- 2000 — «Новые бременские» — озвучивание[92]
- 2004 — «Игра на выбывание» — Олег Вольский[93]
- 2005 — «Обречённая стать звездой» — камео
- 2005 — «Моя прекрасная няня» — камео[94]
- 2007 — «Путейцы» (13 серия «SOS») — камео[95]
- 2010 — «Бриллиантовая рука 2» — старший моторист, исполняет песню «Остров невезения»[96]
- 2011 — «Народный артист» (документальный фильм)[97]
- 2013 — «Холодное сердце» — Олаф (дубляж)[98]
- 2015 — «Холодное торжество» — Олаф (дубляж)[99]
- 2017 — «Олаф и холодное приключение» — Олаф (дубляж)[100]
- 2019 — «Холодное сердце 2» — Олаф (дубляж)[101]
- 2022 — «Холодное сердце» (киноконцерт) — исполнил песни из мультфильма[102][103]
- 2024 — «Один в поле Пенкин. Из дворницкой на сцену» (документальный фильм)[104]

### Видеоклипы
- 1999 — «Был день» (М. Орлов — Д. Миров)[105]
- 2000 — «Звёзды как слёзы» (В. Назаров)[106]
- 2000 — «Мелодия» (А. Пахмутова — Н. Добронравов)[107]
- 2001 — «Luna tu» (А. Бочелли — А. Сафина)[108]
- 2002 — «Танцы в полнолуние» (О. Воляндо — Ю. Старостина)[109]
- 2006 — «The Phantom of the opera» (С. Пенкин & Л. Луста)[110]
- 2013 — «Хочешь — поспорим?»[111]
- 2015 — «Музыка»
- 2015 — «В другую весну»
- 2015 — «Не спеши терять»
- 2016 — «Полуночный дождь»
- 2016 — «Дай мне шанс»
- 2016 — «Сердце на осколки»
- 2018 — «Полетели со мной»
- 2019 — «Не друзья, не любимые»
- 2020 — «Медиамир»[112]
- 2022 — «Не люби меня»[113]
- 2023 — «Люби меня»[114]
- 2023 — «Сияй»[115]
- 2024 — «Дождь осенний»[116]
- 2025 — «Кто же ты»[117]
- 2025 — «Feelings 2025»[118]

## Награды
- Лауреат премии «Овация» в номинации «За самый экстравагантный образ на сцене» (1994).
- Премия «Персонаж года» журнала «Ваш досуг» (2003)[119].
- Серебряный орден «Служение искусству» благотворительного общественного движения «Добрые люди мира» — «за благородство помыслов и беззаветное служение идеалам добра и милосердия» (2007)[120].
- Памятный знак «За заслуги в развитии города Пензы» (2013)[121].
- Лауреат премии Fashion People Awards в номинации Fashion — Voice Man (2016)[122].
- Национальная премия «Открытие» журнала Melon Rich в области музыки «За вклад в открытие молодых талантов» (2016)[123].
- Почётная грамота Министерства просвещения Российской Федерации за добросовестный труд, достижения и заслуги в сфере образования (2021)[124].
- Заслуженный артист Российской Федерации (2023)[2].